# Сергеевка (Купинский район)
Сергеевка — деревня в Купинском районе Новосибирской области России. Входит в состав Чаинского сельсовета.

## География
Площадь деревни — 40 гектаров.

## Население
| 2002 | 2007 | 2010 |
| ---- | ---- | ---- |
| 25   | ↘19  | ↘12  |

## Инфраструктура
В деревне по данным на 2007 год отсутствует социальная инфраструктура.